# ジミー・カーター (原子力潜水艦)

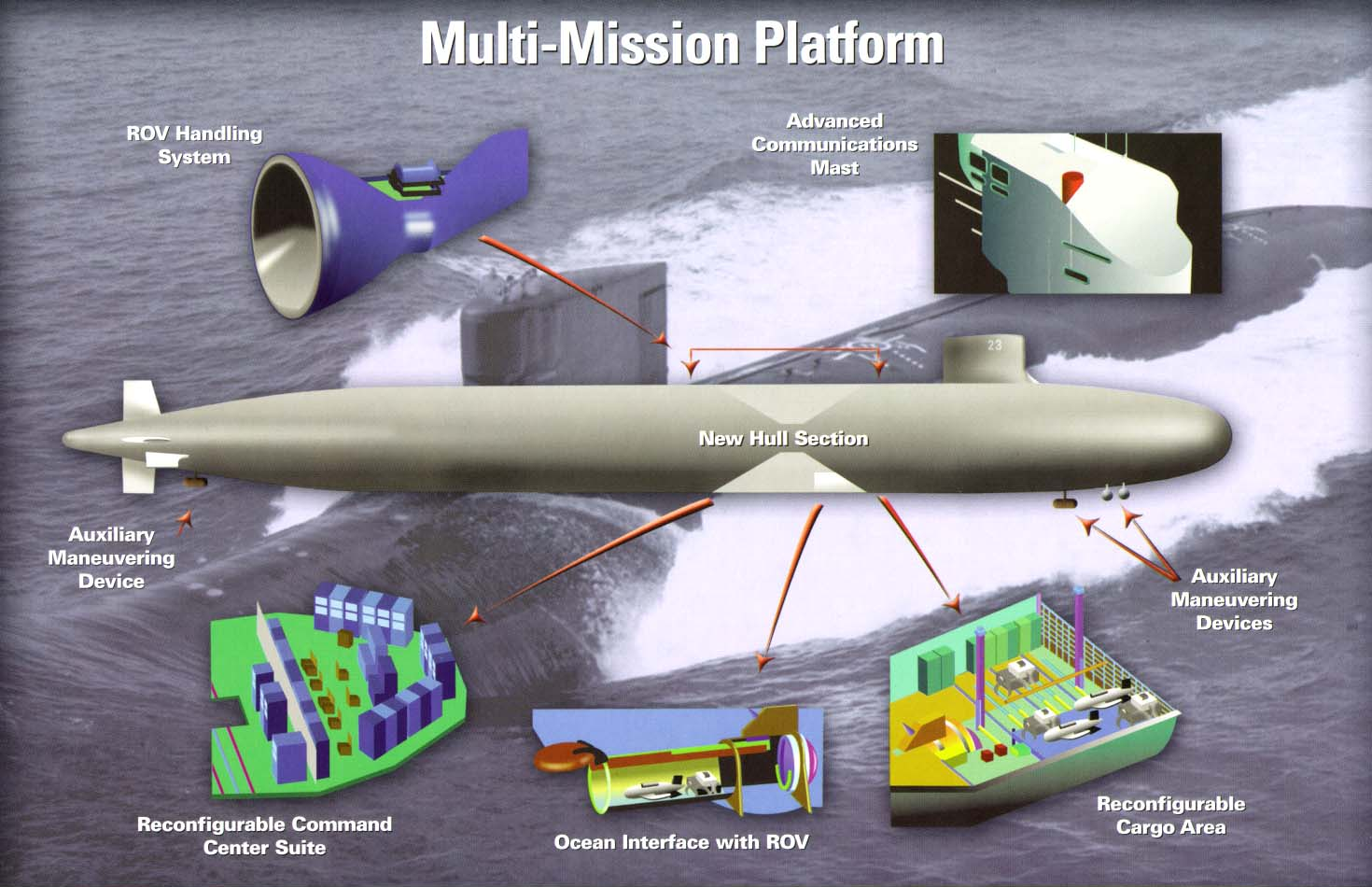
他のシーウルフ級より拡張された部分。

ジミー・カーター (USS Jimmy Carter, SSN-23) は、アメリカ海軍のシーウルフ級原子力潜水艦の3番艦。艦名は第39代アメリカ合衆国大統領ジミー・カーターに因んで命名された。彼は潜水艦勤務経験のある唯一の大統領である。
船底に水中からROV（遠隔操作型無人潜水機）、ダイバーが乗り降りできるムーンウェルが装備されていることが軍事アナリストやメディアに指摘され、特殊工作用の潜水艦と目されている。

## 艦歴
ジミー・カーターの建造契約は1996年6月29日に、コネチカット州グロトンのジェネラル・ダイナミクス・エレクトリック・ボートに与えられた。
建造は1995年12月5日に始まり、2001年末あるいは2002年初めに就役の予定であったが、1999年12月10日にエレクトリック・ボートは、1987年から1991年までの改装でパーチー (SSN-683 Parche) に装備・運用された偵察システムのジミー・カーターへの導入と試験のための修正契約を受け、8億8700万ドルの予算拡張が契約された。
ジミー・カーターの妻ロザリン・カーターを命名者として、2004年6月5日に命名され進水。2005年2月19日に竣工した。 
Navy SEALs・ROVを運用するためなどの区画を設けたことで、パーチーと同様に、同級他艦に比べ 船体が 約30mほど延長されている。

## 命名時に生存中の人名を付けた米軍艦船
- カール・ヴィンソン (USS Carl Vinson, CVN-70)
- アーレイ・バーク (USS Arleigh Burke, DDG-51)
- ジミー・カーター (USS Jimmy Carter, SSN-23)
- ロナルド・レーガン (USS Ronald Reagan, CVN-76)
- ハイマン・G・リッコーヴァー (USS Hyman G. Rickover, SSN-709)
- ボブ・ホープ (USNS Bob Hope, T-AKR-300)
- ジョージ・H・W・ブッシュ (USS George H. W. Bush, CVN-77)
- ニッツェ (USS Nitze, DDG-94)